# Amblyeleotris steinitzi
Espèce
Le Gobie commensal (Amblyeleotris steinitzi) est une espèce de poissons d'eau salée appartenant à la grande famille des Gobiidés.

## Commensalisme

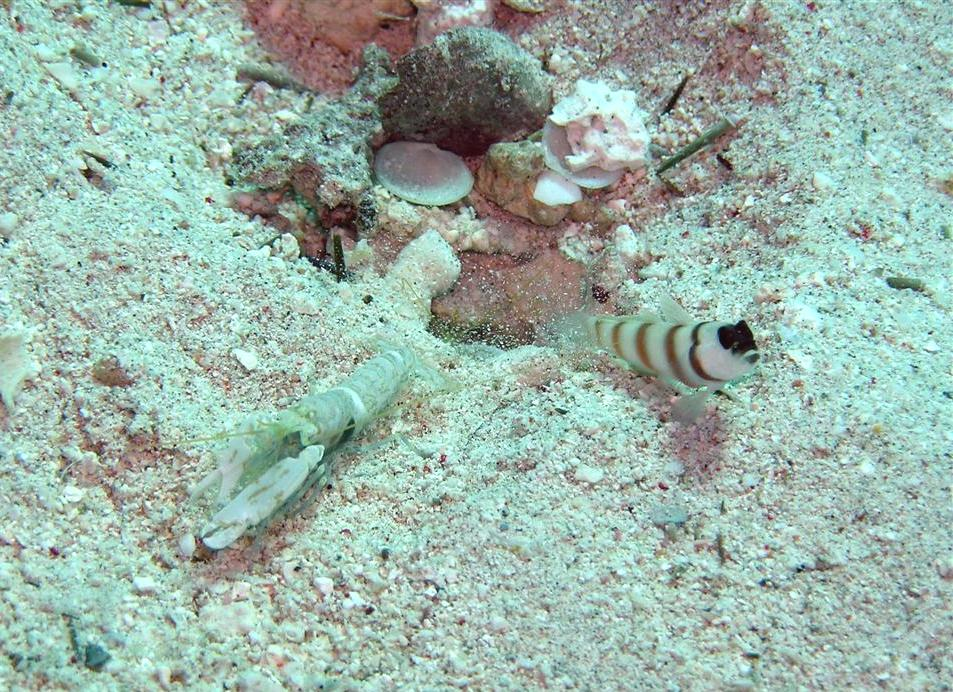
Gobie commensal en compagnie de sa commensale, Alpheus djeddensis

Il doit son nom au fait qu'il s'associe souvent en symbiose avec d'autres animaux, notamment des crevettes alpheides comme Alpheus djeddensis : le gobie creuse un "terrier" dans le sable que la crevette entretient, et dans lequel la crevette et les gobies vivent. La crevette a mauvaise vue comparativement au gobie, mais si elle le voit ou le sent brutalement rentrer dans le trou, elle le suit. Le gobie et la crevette restent en contact, la crevette utilisant ses antennes et le gobie effleurant la crevette avec sa queue lorsqu'il est alarmé. Chacun des deux gagne de cette relation : la crevette obtient un avertissement à l'approche d'un danger, et le gobie obtient une maison sûre et un endroit dans lequel pondre ses œufs.
Certains aquariophiles reproduisent ce type de symbiose en aquarium.